# Береника (жена Митридата VI)
Береника Хиосская (ум. 72/71 до н. э.) — аристократка с греческого острова Хиос, третья жена понтийского царя Митридата VI Евпатора.
В 86 году до н. э. Митридат депортировал жителей города Хиос, после чего передал эти земли понтийским солдатам.
Тогда он и встретил Беренику, проживавшую в столице острова. Она стала его наложницей и третьей женой. Существует предположение, что Евпатор переименовал столицу острова в честь своей жены. Новое имя сохранилось до римского вторжения в 85 году до н. э.
В 72/71 году до н. э. Митридат дал Беренике яд, чтобы она избежала пленения воинами римского консула Лукулла и возможного насилия со стороны римлян. Когда яд не подействовал, она была убита евнухом. Вместе с ней были убиты другая жена Митридата — Монима и его сестры Роксана и Статира.